# Crecimos juntos
Crecimos Juntos è il quinto album di inediti tratto dalla telenovela argentina Violetta. Pubblicato in Argentina il 20 marzo 2015, arriva in Italia il 7 aprile 2015.

## Tracce
1. Martina Stoessel e il cast – Crecimos Juntos – 3:56
2. Martina Stoessel e Mercedes Lambre – Más Que Dos – 3:39
3. Martina Stoessel e Jorge Blanco – Abrázame y Verás – 3:41
4. Cast – Es Mi Pasión – 3:24
5. Martina Stoessel e il cast – Llámame – 2:51
6. Jorge Blanco, Ruggero Pasquarelli, Facundo Gambandé, Nicolas Garnier e Samuel Nascimento – Solo Pienso en Ti – 3:01
7. Jorge Blanco, Ruggero Pasquarelli, Facundo Gambandé, Nicolas Garnier e Samuel Nascimento – Más Que Una Amistad – 3:31
8. Jorge Blanco, Ruggero Pasquarelli, Facundo Gambandé, Nicolas Garnier e Samuel Nascimento – Mi Princesa – 2:21
9. Jorge Blanco, Ruggero Pasquarelli, Facundo Gambandé, Nicolas Garnier e Samuel Nascimento – Mil Vidas Atrás – 3:46
10. Jorge Blanco – Quanto Amore Nell'Aria – 3:30
11. Lodovica Comello – Ti Credo – 4:03

## Date di pubblicazione
| Paese     | Data           | Formato               |
| --------- | -------------- | --------------------- |
| Argentina | 20 marzo 2015  | CD, download digitale |
| Cile      | 20 marzo 2015  | CD, download digitale |
| Colombia  | 20 marzo 2015  | CD, download digitale |
| Guatemala | 20 marzo 2015  | CD, download digitale |
| Honduras  | 20 marzo 2015  | CD, download digitale |
| Messico   | 20 marzo 2015  | CD, download digitale |
| Perù      | 20 marzo 2015  | CD, download digitale |
| Venezuela | 20 marzo 2015  | CD, download digitale |
| Italia    | 7 aprile 2015  | CD, download digitale |
| Brasile   | 14 aprile 2015 | CD, download digitale |
| Spagna    | 15 aprile 2015 | CD, download digitale |